# Hoya nummularioides
Hoya nummularioides ist eine Pflanzenart der Gattung der Wachsblumen (Hoya) aus der Unterfamilie der Seidenpflanzengewächse (Asclepiadoideae).

## Merkmale
Hoya nummularioides ist eine epiphytische, kriechende Pflanze mit bis zu 2 m langen Trieben, die im Alter buschig wird. Die Triebe haben einen Durchmesser von 3 mm und sind flaumig behaart. Die Blätter sind gestielt, die dicken Stiele sind 2 bis 5 mm lang und schwach flaumhaarig. Die fleischigen, schwach flaumhaarigen Blattspreiten sind kreisrund bis eiförmig, bis 45 mm lang und bis 25 mm breit. Der Apex ist spitz, die Basis ist gerundet. Sie sind hellgrün mit dunkleren Rändern. Die Blattnervatur ist nicht erkennbar.
Der doldenförmige Blütenstand 12 bis 24 Blüten. Der Blütenstandsstiel ist 1,5 bis 3 cm lang und schwach flaumig behaart. Die dünnen Blütenstiele sind 6 bis 10 mm lang und schwach flaumig behaart. Die Kelchblätter sind eiförmig, stumpf auslaufend und schwach flaumhaarig. Die weiße bis rosafarbene Blütenkrone hat einen Durchmesser von 7 mm. Die Kronblattzipfel sind dreieckig, apikal stark zurückgebogen und innen schwach flaumhaarig. Die Nebenkrone ist dunkelrosa mit eiförmigen Zipfeln. Der äußere Fortsatz ist spitz und etwas heller, der innere Fortsatz ist spitz zulaufend und apikal weiß. Der Staubblattfortsatz ist sehr kurz. Der Griffelkopf ist konisch geformt und sehr klein. Der Duft der Blüten ist wohlriechend.
Die Pollinien sind stark abgeflacht. Die Caudiculae sind klein. Die Balgfrucht ist zylindrisch, leicht gekrümmt und läuft spitz zu.

## Geographische Verbreitung und Habitat
Das Verbreitungsgebiet reicht von Thailand, über Kambodscha (Kampot-Provinz), Laos (Provinzen Savannakhet, Bassac und Sainyabuli) und Vietnam (Dak Lak-Provinz). Sie wächst in trockenen Dipterocarp-Wäldern mit dünnen ferralithischen grauen bis braunen steinigen Böden vor.

## Taxonomie
Das Taxon wurde 1912 von Julien Noël Costantin aufgestellt. Es wird von Plants of the World online als gültiges Taxon akzeptiert.